# Poveda (Ávila)
Poveda (seltener auch Pobeda) ist ein Ort und eine zentralspanische Gemeinde (municipio) mit nur noch 33 Einwohnern (Stand: 2024) im Zentrum der Provinz Ávila in der Autonomen Gemeinschaft Kastilien-León.

## Lage
Der Ort Poveda liegt im äußersten Westen des Valle de Amblés auf der Nordseite des Iberischen Scheidegebirges in einer Höhe von ca. 1195 m ü. d. M. Die Stadt Ávila ist gut 40 km (Fahrtstrecke) in nordöstlicher Richtung entfernt. Der Río Adaja, ein Nebenfluss des Duero, fließt etwa 1 km südlich am Ort vorbei. Das Klima im Winter ist kühl, im Sommer dagegen trotz der Höhenlage durchaus warm; die geringen Niederschlagsmengen (ca. 455 mm/Jahr) fallen – mit Ausnahme der nahezu regenlosen Sommermonate – verteilt übers ganze Jahr.

## Bevölkerungsentwicklung
| Jahr      | 1857 | 1900 | 1950 | 2000 | 2017 |
| Einwohner | 188  | 217  | 243  | 84   | 47   |

Der kontinuierliche Bevölkerungsrückgang seit den 1950er Jahren ist im Wesentlichen auf die Mechanisierung der Landwirtschaft und den damit einhergehenden Verlust an Arbeitsplätzen zurückzuführen.

## Wirtschaft
Die Landwirtschaft (vor allem die Viehzucht) spielt traditionell die größte Rolle im früher auf Selbstversorgung basierenden Wirtschaftsleben der Gemeinde. Einnahmen aus dem Tourismus in Form der Vermietung von Ferienwohnungen (casas rurales) sind seit den letzten Jahrzehnten des 20. Jahrhunderts hinzugekommen.

## Geschichte
Im ersten Jahrtausend v. Chr. gehörte das heutige Gemeindegebiet wahrscheinlich zum Siedlungsgebiet der keltischen Vettonen. Römische, westgotische und selbst arabisch-maurische Spuren fehlen. Im 11. und 12. Jahrhundert wurde das Valle de Amblés von den Christen zurückerobert (reconquista) anschließend neu oder wieder besiedelt (repoblación).

## Sehenswürdigkeiten

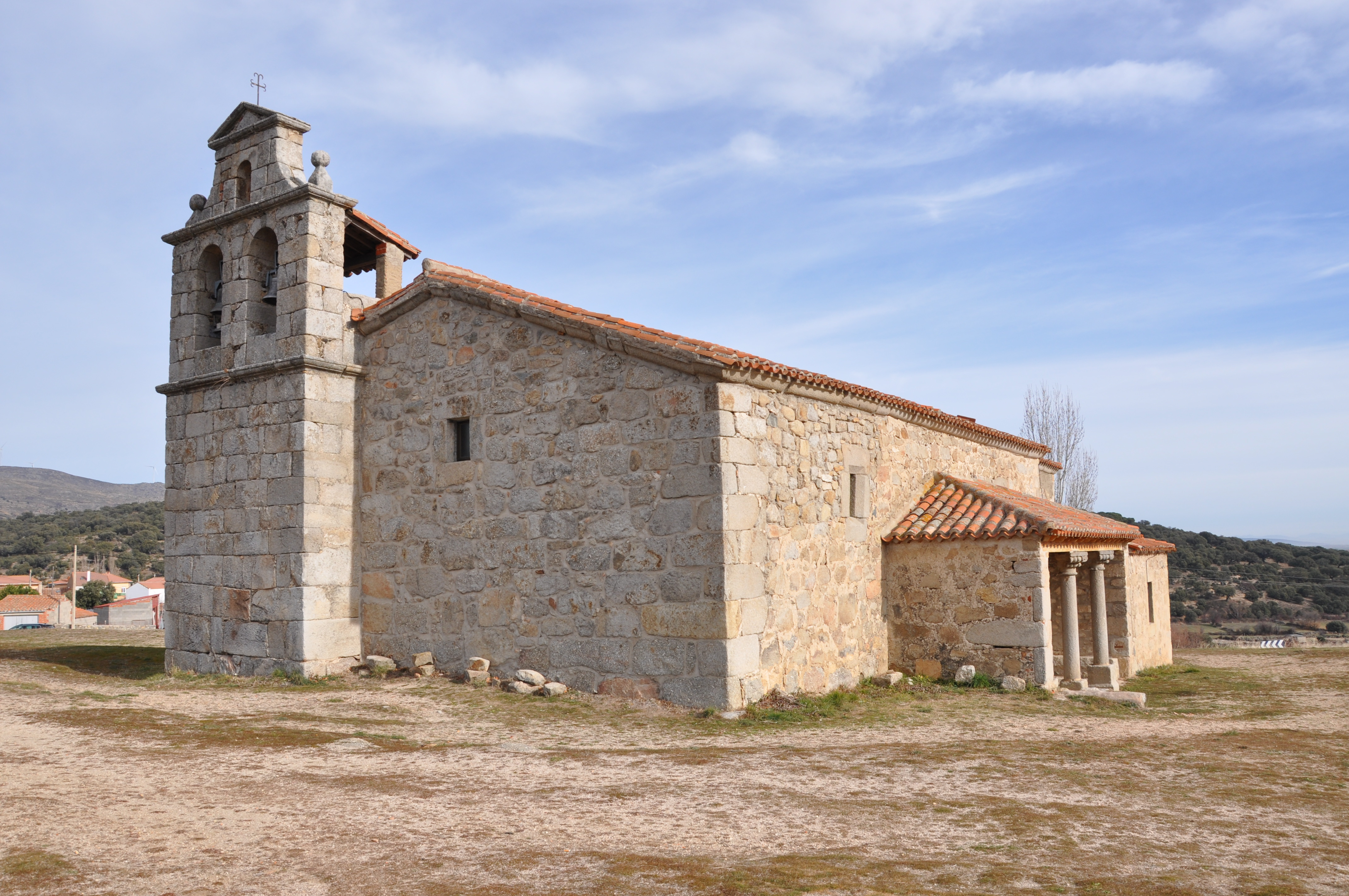
Iglesia de San Blas

- Die kleine, überwiegend aus nur grob bearbeiteten Feldsteinen gemauerte Pfarrkirche San Blas stammt aus dem 15./16. Jahrhundert; sie wurde im 18. Jahrhundert auf der Südseite durch eine Vorhalle (portico) mit anschließender Sakristei erweitert und aufgewertet. Möglicherweise stammt auch der Glockengiebel aus dieser Zeit. Das Kirchenschiff wird von einer für die Gegend typischen Artesonado-Holzdecke überspannt; ein geschnitztes Altarretabel (retablo) im Stil des spätbarocken Churriguerismus schmückt die von einem Schwibbogen abgetrennte polygonal gebrochene Apsis.[5]

Umgebung
- Die circa acht Kilometer nordwestlich des Ortes gelegenen Ruinen des in eine eindrucksvolle Felslandschaft eingebetteten ehemaligen Augustiner-Klosters (Monasterio de Nuestra Señora del Risco) können im Rahmen einer Wanderung erkundet werden (40° 35′ 30″ N, 5° 5′ 35″ W). Im Kloster, welches im Jahr 1835 aufgelöst wurde, befand sich einst eines der bedeutendsten Tafelgemälde des ausgehenden Mittelalters – eine Madonna mit auf ihrem Knie stehenden Jesuskind von Petrus Christus (heute im Museo del Prado in Madrid).[6]